# Frontière entre la Caroline du Nord et le Tennessee
La frontière entre la Caroline du Nord et le Tennessee est une frontière intérieure des États-Unis délimitant la frontière entre les états de la Caroline du Nord à l'est et du Tennessee à l'ouest. La frontière court grossièrement du nord-est au sud-ouest, depuis le tripoint entre la Caroline du Nord, le Tennessee et la Virginie (en) dans les Iron Mountains (en) jusqu'au tri-point entre la Caroline du Nord, le Tennessee et la Georgie. La frontière est montagneuse, courant le long des crêtes de différentes chaines des Blue Ridge dont les Great Smoky Mountains et son parc national. 

## Histoire

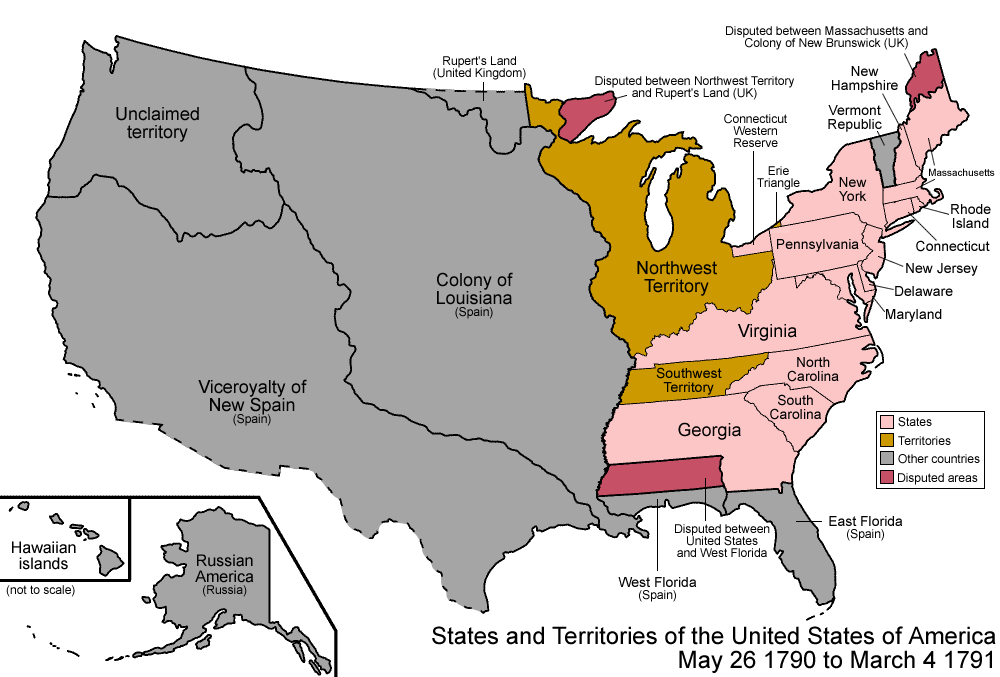
Les États-Unis en 1790

En 1789, la Caroline du Nord, l'un des 13 états fondateurs des États-Unis en 1776, céda ses terres occidentales au gouvernement fédéral pour ce qui allait devenir le large territoire du Sud-Ouest (ou officiellement Territoire au sud de la rivière Ohio), cession qui devint effective en 1790. L'acte de cession indiquait que la frontière entre les deux états débuterait à Stone Mountain, sur la frontière avec la Virginie et suivrait les plus hautes crêtes de différentes montagnes jusqu'à la frontière avec la Georgie. En 1795, un arpentage marqua physiquement cette frontière sur 243 km mais les arpenteurs stoppèrent lorsqu'ils atteignirent des terres Cherokee, laissait la partie sud de la frontière non bornée jusqu'en 1819. Le territoire du Sud-Ouest devint un état américain sous le nom d'état du Tennessee en 1796

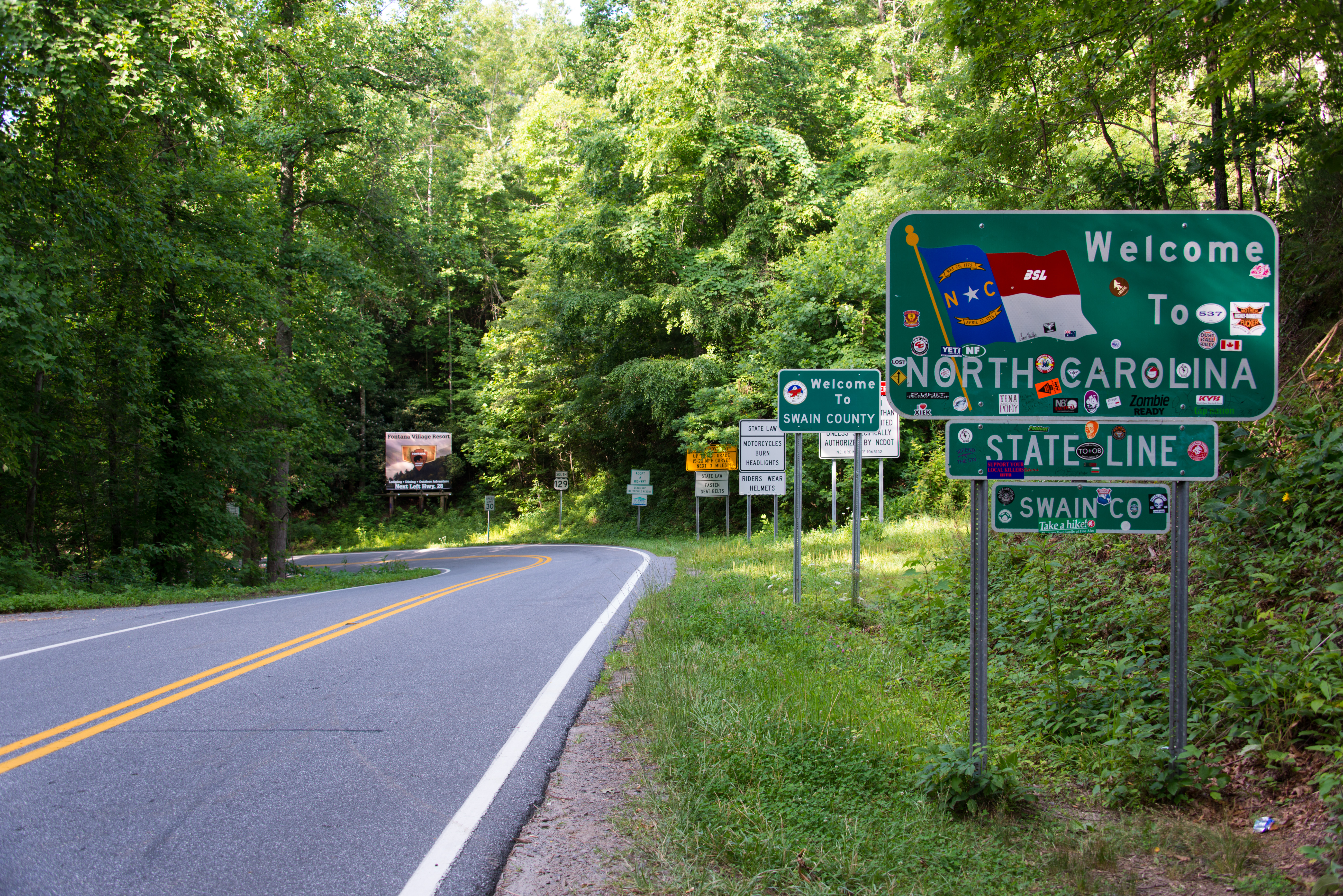
Entrée en Caroline du Nord depuis le Tennessee.

La position exacte de la frontière ne prit de l'importance qu'avec l'installation de colons qui débuta après que les Cherokees furent forcés de quitter leurs terres en 1836. À cette époque, beaucoup des bornes de délimitation avaient été perdues et par endroits dans les Smoky Mountains, la frontière, dont la plus haute crête avait été initialement utilisée pour la définir, avait été décalée d'une ou de plusieurs crêtes. Les deux états de Caroline du Nord et du Tennessee se disputèrent les terrains de vallées entre ces crêtes. La cour fédérale de district en 1900 et 1902 puis la Cour suprême des États-Unis en 1914 donnèrent raison à la Caroline du Nord.